# غرور و تعصب
غرور و تعصب (به انگلیسی: Pride and Prejudice) (به معنی تفاخر و پیش‌داوری) رمان مشهوری اثر جین آستن، نویسنده‌ی انگلیسی است. این اثر دومین کتاب جین آستن است. او این داستان را در سال ۱۷۹۶، درحالی که تنها ۲۱ سال داشت نوشت، اما تا سال ۱۸۱۳ چاپ نشد. اکثر منتقدان، غرور و تعصب را بهترین اثر جین آستن می‌دانند و خود او آن را «بچهٔ دلبند من» می‌نامید. بااین‌حال، این کتاب، که ابتدا با نام تأثرات اولیه نوشته شده بود، تا مدت‌ها توسط ناشران رد می‌شد و وقتی پس از ۱۷ سال به چاپ رسید، به‌جای نام آستن، نام «یک خانم» به‌عنوان نام نویسنده روی جلد به چشم می‌خورد.
از این رمان بارها فیلم‌سازی شده‌است، که یکی از معروف‌ترین نسخه‌های آن سال ۲۰۰۵ با بازی کیرا نایتلی (در نقش «الیزابت») و مَتیو مَک‌فادین (در نقش «آقای دارسی») بوده‌است. نسخه کلاسیک آن هم با بازی لارنس اولیویه ساخته شد . سال ۲۰۰۴ هم بالیوود برمبنای این کتاب، فیلم عروس و تعصب را با بازی آیشواریا رای ساخت.

## خلاصهٔ داستان
آقا و خانم بِنِت (Bennet) پنج دختر دارند. جِین و الیزابت بزرگ‌تر از سه خواهر دیگر هستند و البته باوقارتر و سنگین‌تر. دو خواهر کوچک‌تر بسیار سبکسر هستند و مایه‌ی خجالت دو خواهر بزرگشان. دختر وسط (مری) تنها دختر نازیبای خانواده است بنابراین به یادگیری ساز زدن و کمالات پرداخته. چندی است که در همسایگی‌شان در قصری به نام «نِدِرفیلد» مردی سرشناس و ثروتمند به اسم «چارلز بینگلی» ساکن شده که بسیار بامحبت و خوش‌چهره است. در یک مهمانی عمومی روستا، خانوادهٔ بِنِت نیز حضور دارند. آقای دارسی، دوستِ صمیمی چارلز بینگلی هم در آن جشن شرکت کرده‌ است.
پس از آن مراسم، همه از خودبزرگ‌بینی و بدخلقی دارسی صحبت می‌کنند؛ مخصوصاً الیزابت از رفتار او بسیار متنفر شده‌است چون دارسی، بدون اینکه بداند الیزابت حرف‌هایش را می‌شنود، به زیبایی او توهین کرد و نپذیرفت با او برقصد.
از سوی دیگر کشیش «کالینز»، برادرزادهٔ آقای بنت و وارث خانوادهٔ آن‌ها، قصد دارد تا با یکی از دخترعموهایش ازدواج کند. او نخست جین را برمی‌گزیند، ولی وقتی می‌فهمد جین احتمالاً با بینگلی نامزد می‌کند به فکر الیزابت می‌افتد. خانم بنت هم با این پیوند موافق است؛ چون دراین صورت ارث خانوادگی آن‌ها به غریبه‌ها نمی‌رسد. با این حال الیزابت درخواست کالینز را رد می‌کند و تهدیدهای مادرش را نیز نادیده می‌گیرد.
در همین روزها الیزابت با آقای «ویکهام»، یکی از افسران هنگ نظامی که به تازگی در نزدیکی شهر ساکن شده آشنا می‌شود. ویکهام جوانی خوش‌قیافه و بسیار خوش‌برخورد است. او خود را برادرخواندهٔ دارسی معرفی می‌کند و از دارسی به بدی یاد می‌کند و می‌گوید که او مردی بدطینت است. الیزابت با شنیدن این حرف‌ها بیشتر از دارسی متنفر می‌شود و تلاش می‌کند تا بیشتر از دارسی بداند و اخلاق و رفتار او را زیرنظر بگیرد تا او را بهتر بشناسد.
پس از چندی، خانوادهٔ آقای بینگلی به‌طور ناگهانی ندرفیلد را ترک کرده و به لندن می‌روند. این سفر را خواهر بینگلی طراحی کرده‌است. او عاشق دارسی است و با این حیلهٔ زنانه می‌خواهد بین برادرش و جین فاصله بیندازد تا چارلز به خواهر دارسی علاقه‌مند شود تا بدین‌گونه دارسی را ازآنِ خود کند. جین و الیزابت از این موضوع باخبر می‌شوند. الیزابت در ذهنش دارسی را مقصر این جدایی می‌داند.
مدتی می‌گذرد و از بینگلی و دارسی خبری نمی‌شود. جین با دایی و زن‌دایی‌اش به «خیابان گریس چرچ» در لندن می‌رود تا شاید روحیهٔ ازدست‌رفته‌اش را بازیابد و خبری از بینگلی در لندن دریافت کند. پس از چندین هفته همچنان هیچ خبری از بینگلی نمی‌شود و او سراغی از جین نمی‌گیرد.

## شخصیت‌ها
- الیزابت بنت
- آقای دارسی
- آقای بنت
- خانم بنت
- جین بنت
- ماری بنت
- کیتی بنت
- لیدیا بنت
- چارلز بینگلی
- کارولین بینگلی
- جورج ویکهام
- آقای  ویلیام کالینز
- لیدی کاترین دوبورگ
- آقای ادوارد گاردینر
- خانم گاردینر
- جورجیانا دارسی
- شارلوت لوکاس
- سرهنگ فیتزویلیام

## به فارسی
این کتاب به چاپ نخست اسفند ۱۳۳۶، توسط شمس الملوک مصاحب به فارسی برگردانده شده‌است و توسط انتشارات جامی منتشر می‌شود. نام «غرور و تعصب»، که به اذعان خود مترجم، ترجمهٔ دقیقی از عنوان اصلی نیست، توسط این مترجم انتخاب شده و اکنون در همه جای ادبیات فارسی، این کتاب مشهور را با همین نام می‌شناسند.

ترجمهٔ دیگر از این کتاب متعلق به رضا رضایی است که توسط نشر نی به چاپ رسیده‌است.
- غرور و تعصب. ترجمه سوسن اردکانی، انتشارات نگارستان کتاب، ۱۳۸۸
- غرور و تعصب و دنباله آن پمبر لی. ترجمهٔ شهرام پوران‌فر و هادی عادل‌پور، انتشارات مهتاب، ۱۳۸۸
- غرور و تعصب. ترجمهٔ رضا رضایی، نشر نی، ۱۳۹۱
- غرور و تعصب. ترجمهٔ شمس‌الملوک مصاحب، نشر جامی، ۱۳۹۰
- غرور و تعصب. ترجمهٔ کیوان عبیدی آشتیانی، ۱۳۹۰

- غرور و تعصب ترجمه اکرم شکرزاده انتشارات آپامهر ۱۳۹۸